# Qin Weibo
Qin Weibo, född 29 december 2002, är en kinesisk friidrottare. Han deltog vid olympiska sommarspelen 2024.